# دبليو (فلم)
دبليو (بالإنجليزية: W.) ، هي فيلم أمريكي من نوع دراما والسيرة الشخصية، أنتجت عام 2008م، والفيلم تتحدث عن فترة حياة الرئيس الأمريكي الأسبق جورج بوش الأبن.

## مصدر
1. ↑  "W. (2008)". بوكس أوفيس موجو. مؤرشف من الأصل في 2018-08-26. اطلع عليه بتاريخ 2011-07-12.

## وصلات خارجية
- الموقع الرسمي
- The Official Film's Guide
- مقالات تستعمل روابط فنية بلا صلة مع ويكي بيانات